# 博多ステーションビル
株式会社博多ステーションビル（はかたステーションビル）は、福岡県福岡市で不動産の賃貸及び管理、商業施設の運営を行う企業。主に博多駅の商業施設を運営する。
また、博多ステーションビルは1963年（昭和38年）から2007年（平成19年）まで存在した、同社が運営していた博多駅博多口の駅ビルの名称でもあった。本項ではこれについてもあわせて記す。

## 概要

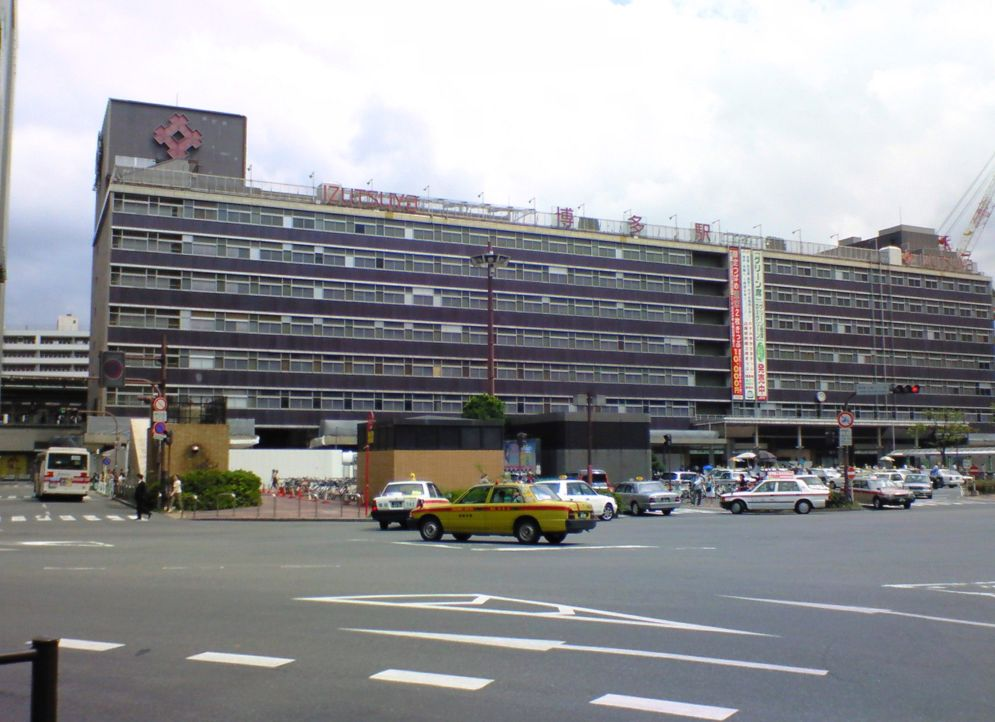
かつて同社が運営していた博多駅旧駅ビル

明治以降、現在の福岡市地下鉄祇園駅付近にあった2代目の博多駅の容量が逼迫したため、付近を高架化（連続立体化）した上で博多駅を東南に約600メートル移転することになり、1960年（昭和35年）7月に移転後の新駅が着工された。これと期を同じくして、移転後に博多駅西側（現在の博多口）に新設される駅ビルを運営管理する組織として、福岡市・福岡市議会・福岡商工会議所の3者により「博多民衆駅設立準備委員会」が結成され、同年7月に博多ステーションビル設立事務所を設立、1961年（昭和36年）に同委員会の機能を引き継いで設立されたのが株式会社博多ステーションビルである。株主には国鉄や旧駅前に路面電車（西鉄福岡市内線）が乗り入れていた西日本鉄道のほか、九州電力、出光興産、西部ガスなど福岡の有力企業が多く名を連ね（現在の大株主は他にJTB、西日本シティ銀行、福岡銀行など）、典型的な民衆駅の一つであった。なお、福岡市も同社に出資している (4%)。
駅は1963年（昭和38年）12月1日に開業し、商業施設である博多ステーションビルもオープンした。駅ビルオープンと同時に地階食堂街（現:博多1番街）、高架下名店街（現:マイング博多駅名店街）も営業開始、遅れて1964年（昭和39年）には地下街（博多駅地下街）がオープンしている。
駅ビルは地上7階・地下1階で、核テナントには、オープン当初は地元の渕上家が設立した大光百貨店と専門大店（専門店エリア）が入居していたが売り上げが伸び悩みわずか4か月弱で撤退、後に北九州市の地場百貨店「井筒屋」が博多ステーションビルとの共同で現地法人「博多井筒屋」を設立して、以後40年にわたって営業を続けた。他に駅ビル内にはホテル「ホテルニューハカタ」があったが1976年（昭和51年）に廃業、百貨店の拡張に充てられた。
以後、数度のリニューアルが行われてきたが、大きな転機が訪れたのは2011年の九州新幹線の全線開業である。敷地所有者である九州旅客鉄道（JR九州）は、老朽化した博多ステーションビルの全面改築を計画、新駅ビルはJR九州主導で改築されることとなり、2004年（平成16年）10月5日付で九州旅客鉄道との間で2007年（平成19年）3月末をもって『博多井筒屋棟』（博多ステーションビル本屋）を売却する『博多駅開発に関する基本協定書及び覚書』を締結し、さらに2005年（平成17年）4月18日付で博多ステーションビルのテナントとの賃貸借契約の合意解約交渉を九州旅客鉄道に委任する『委任契約書』を締結した。この覚書等に基づき、JR九州と博多井筒屋の間で退去交渉が行われ、新駅ビルへの入居を巡って紆余曲折があったものの最終的に妥結。2007年3月31日に駅ビル「博多ステーションビル」は44年の幕を閉じた。
建物は閉鎖後に解体開始、跡地に建設された新駅ビルは「JR博多シティ」と命名され、博多駅筑紫口等の駅商業施設を運営している「博多ターミナルビル」（現:株式会社JR博多シティ）によって運営されることとなり、直接的には博多ステーションビルの手を離れることとなった。なお、法人としての博多ステーションビルは、現在もマイング博多駅名店街、博多駅地下街、博多1番街を運営する法人として存続している。
2023年（令和5年）7月3日に、九州旅客鉄道が「博多ステーションビル」の株式を日本カストディ銀行（信託口）から取得により、同社を持分法適用会社化した。

## 関係する会社
既に清算された会社を含む。
- 博多ターミナルビル（現:株式会社JR博多シティ） - 博多駅筑紫口の駅ビル「デイトス」などの運営。25%出資。
- 博多バスターミナル - 博多駅博多口に隣接するバスセンターの運営法人（旧：福岡交通センター）。2.8%出資。
- 博多井筒屋 - 核テナント「博多井筒屋」の運営。清算時点で34.9%を出資していた。
- ホテルステーションプラザ - 博多駅前の福岡朝日ビル内のビジネスホテルを運営。2004年（平成16年）12月22日に清算結了。ホテル自体は「コンフォートホテル博多」として存続。